# حصارها (نمایش‌نامه)
حصارها یا حصار (انگلیسی: Fences) نمایش‌نامه‌ای است اثر آگوست ویلسون که در ۱۹۸۳ منتشر شده است. داستان نمایش در دهه ۱۹۵۰ می‌گذرد و بخش ششم از مجموعه ده قسمتی ویلسون به نام چرخه پیتسبورگ است. مانند بسیاری از نمایش‌نامه‌ها، حصارها نیز به تجربه‌های سیاه‌پوستان آمریکا و آزمون مسائل نژادی در میان دیگر تم‌هایش، می‌پردازد. این اثر در ۱۹۸۷، برنده جایزه پولیتزر برای نمایش‌نامه و همین‌طور جایزه تونی شده است. این اثر، برای اولین بار در همایش ملی نمایش‌نامه‌نویسان مرکز تئاتر یوجین اونیل در ۱۹۸۳ روی صحنه رفت.

## اقتباس سینمایی
در سال ۲۰۱۶، اقتباسی سینمایی از روی این نمایش و به کارگردانی دنزل واشینگتن ساخته شد که آگوست ویلسون را (پس از مرگش)، در هشتاد و نهمین دوره جوایز اسکار، نامزد جایزه اسکار بهترین فیلم‌نامه اقتباسی کرد.